# Autogram helyett
Az Autogram helyett Kovács Kati második magyarországi albuma, aranylemez lett. 1972-ben jelent meg hanglemezen. A lemez címe is utal arra, hogy ez idő tájt az énekesnő népszerűsége kimagasló szintig emelkedett.
Az énekesnő sokszínűsége már ekkor megmutatkozott, hiszen rockzene mellett könnyed táncdalok, ill. Grig és Ibsen Peer Gynt c. szvitjében szereplő dal feldolgozása is elhangzik a lemezen.
A dalok zenéjét Koncz Tibor, Tolcsvay László, szövegét S. Nagy István, Sztevanovity Dusán, Tolcsvay Béla írta. 
Kísér Koncz Tibor, valamint a Tolcsvayék és a Trió.
A Van jó minden rosszban című dal az 1972. november 18-án japánul hangzott el a tokiói Yamaha Fesztiválon, s a Sunday, Sunday című, angol és japán nyelven előadott dallal együtt kislemezen is megjelent Japánban.
A Sose fog el a félelem, a Van jó minden rosszban és a Várj még c. dalok szerepeltek a Kovács Kati és a Qualitons című koncertturné anyagában 2010-ben.
CD-kiadása 2018-ban meg, online MP3 formátumban a Hungaroton Music Store forgalmazza, majd 2013-tól veszteségmentes FLAC formátumban is.

## Dalok
- A

1. Sose fog el a félelem (Koncz Tibor–S. Nagy István)
2. Át a nagy folyón (Koncz Tibor–Sztevanovity Dusán)
3. Kétlábú zongora (Koncz Tibor–S. Nagy István)
4. Légy szerelmes (Tolcsvay László–Tolcsvay Béla)
5. Irma (Koncz Tibor–S.Nagy István)
6. Solveig dala (E.H.Grieg–H.Ibsen–feldolg. Tolcsvay L.–ford. Bérczy K.)

- B

1. Van jó minden rosszban (Koncz Tibor–Sztevanovity Dusán)
2. Altass el engem (Koncz Tibor–S. Nagy István)
3. „C”, a zongorahúr (Koncz Tibor–Sztevanovity Dusán)
4. Szelíden (Koncz Tibor–Sztevanovity Dusán)
5. Nyuszi ül a fűben (Koncz Tibor–S. Nagy István)
6. Várj még (Koncz Tibor–Sztevanovity Dusán)

## Közreműködők
- Koncz Tibor -– zongora, orgona, marimba,
- Tolcsvayék és a Trió
- Tolcsvay vokál
- Juventus vokál